# SC Wiedenbrück 2000
Sport-Club Wiedenbrück 2000 e.V. é uma agremiação esportiva alemã, fundada em 2000, sediada em Rheda-Wiedenbrück, North Rhine-Vestfália. Os futebolistas fazem parte de um clube desportivo que inclui 1.150 membros, que contêm departamentos de dança, ginástica e tênis de mesa.

## História
O Wiedenbrück foi criado através da fusão do DJK Wiedenbrück e Wiedenbrück Westfalia, em 2000. Após a união, o time participou do sexto nível, a Berzirksliga, e rapidamente subiu para a Westfalen Verbandsliga (V). O clube sofreu o descenso à Landesliga, em 2005, mas se recuperou na temporada seguinte, retornando à Verbandsliga, na qual terminou como vice-campeões em 2007. 
A equipe chegou à quarta divisão, a Oberliga Westfalen juntamente aos campeões SV Schermbeck. O Wiedenbrück sofreu uma medíocre temporada, em 2007-2008, e foi rebaixado após um 17º lugar. Depois de uma temporada na Verbandsliga, o SC Wiedenbrück foi vice-campeão da NRW-League. Nessa divisão a equipe também se sagrou campeã. Na temporada 2010-2011, o SC Wiedenbrück passou a atuar na Regionalliga West (IV).

## Títulos
- NRW-Liga Campeão: 2010;
- Verbandsliga Westfalen Grupo 1 (VI) Campeão: 2009;
- Verbandsliga Westfalen (V) Vice-campeão: 2007;